# John Richard Gott
John Richard Gott III (născut în Louisville, Kentucky, Statele Unite ale Americii) este un astronom și profesor universitar de astrofizică la Princeton University, care este cunoscut în lumea științifică și academică pentru două teorii cosmologice, una referitoare la călătoria în timp, iar cealaltă referitoare la sfârșitul rasei umane (în original, the Doomsday argument).

## Alte articole
- Scrierile lui Kip Thorne despre călătoria în timp
- Pseudo poliedre, articol despre infinite poliedre în spații tri- și multi-dimensionale periodic polyhedra in 3-space